# Capacitància de difusió

Un díode PN que mostra el símbol elèctric associat. El triangle correspon al costat p, mentre que l'altre costat és el costat n.

La capacitància de difusió és la capacitat que es produeix a causa del transport de portadors de càrrega entre dos terminals d'un dispositiu, per exemple, la difusió de portadors d'ànode a càtode en un díode polaritzat cap endavant o des de l'emissor a la unió polaritzada en directa d'un transistor. En un dispositiu semiconductor amb un corrent que flueix a través d'ell (per exemple, un transport de càrrega en curs per difusió) en un moment determinat hi ha necessàriament alguna càrrega en el procés de trànsit a través del dispositiu. Si la tensió aplicada canvia a un valor diferent i el corrent canvia a un valor diferent, hi haurà una quantitat de càrrega diferent en trànsit en les noves circumstàncies. El canvi en la quantitat de càrrega en trànsit dividit pel canvi en la tensió que la provoca és la capacitat de difusió. L'adjectiu "difusió" s'utilitza perquè l'ús original d'aquest terme era per als díodes d'unió, on el transport de càrrega era a través del mecanisme de difusió. Vegeu les lleis de difusió de Fick.
Per implementar aquesta noció de manera quantitativa, en un moment determinat, deixeu que la tensió a través del dispositiu estigui {\displaystyle V} . Ara suposem que la tensió canvia amb el temps prou lentament perquè en cada moment el corrent sigui el mateix que el corrent continu que circularia a aquesta tensió, per exemple {\displaystyle I=I(V)} (l'aproximació quasi estàtica). Suposem a més que el temps per creuar el dispositiu és el temps de trànsit cap endavant {\displaystyle {\tau }_{F}}. En aquest cas, s'indica la quantitat de càrrega en trànsit a través del dispositiu en aquest moment concret {\displaystyle Q}, ve donada per
{\displaystyle Q=I(V){\tau }_{F}}
En conseqüència, la capacitat de difusió corresponent: {\displaystyle C_{diff}} és
{\displaystyle C_{diff}={\begin{matrix}{\frac {dQ}{dV}}\end{matrix}}={\begin{matrix}{\frac {dI(V)}{dV}}\end{matrix}}{\tau }_{F}}
En el cas que l'aproximació quasi estàtica no es compleixi, és a dir, per a canvis de tensió molt ràpids que es produeixen en temps més curts que el temps de trànsit {\displaystyle {\tau }_{F}}, les equacions que regeixen el transport depenent del temps en el dispositiu s'han de resoldre per trobar la càrrega en trànsit, per exemple l'equació de Boltzmann. Aquest problema és un tema de recerca contínua sota el tema dels efectes no quasistàtics. Vegeu Liu, i Gildenblat et al.